# Wörterlisten indigener Sprachen der Neuen Welt mit spanischer Übersetzung
Die Wörterlisten indigener Sprachen der Neuen Welt mit spanischer Übersetzung gehören seit 2015 zum UNESCO-Weltdokumentenerbe Spaniens.  
Ausgewählt wurden zwölf Dokumente des 18. Jahrhunderts, die sich in den Beständen des Archivo General de Indias in Sevilla befinden. Sie ermöglichen eine bessere Kenntnis von 35 amerikanischen und asiatischen Sprachen:  
| Sprache         | Sprachfamilie           | Verbreitung                               | Bemerkungen |
| --------------- | ----------------------- | ----------------------------------------- | --- |
| Tagalog         | Austronesische Sprachen | Philippinen                               | |
| Bicol           | Austronesische Sprachen | Philippinen                               | |
| Pangasinensisch | Austronesische Sprachen | Philippinen                               | |
| Cagayan         |                         |                                           | |
| Bisaya          | Austronesische Sprachen | Philippinen                               | |
| Sambal          | Austronesische Sprachen | Philippinen                               | |
| Quechua         | Quechua-Sprachen        | Peru, Bolivien, Ecuador und Nachbarländer | |
| Aymara          | Aymara-Sprachen         | Bolivien, Peru, Chile                     | |
| Sáliba          | Piaroa-Sáliba-Sprachen  | Kolumbien, Venezuela                      | |
| Quiché          | Maya-Sprachen           | Guatemala                                 | |
| Kaqchikel       | Maya-Sprachen           | Guatemala                                 | |
| Tz'utujil       | Maya-Sprachen           | Guatemala                                 | |
| Kekchi          | Maya-Sprachen           | Guatemala, El Salvador, Belize            | |
| Poqomam         | Maya-Sprachen           | Guatemala                                 | |
| Poqomchi’       | Maya-Sprachen           | Guatemala                                 | |
| Popoluca        |                         | Mexiko                                    | |
| Ch'ol           | Maya-Sprachen           | Mexiko                                    | |
| Tzotzil         | Maya-Sprachen           | Mexiko                                    | |
| Tzeltal         | Maya-Sprachen           | Mexiko                                    | |
| Chane-abal      | Maya-Sprachen           | Mexiko                                    | |
| Zoque           | Maya-Sprachen           | Mexiko                                    | |
| Subinha         |                         |                                           | Angeblich in Socoltenango, Chiapas. Das Wörterverzeichnis besteht jedoch aus einer Mischung von Tzeltal- und Tojolabal-Vokabeln. |
| Chiapaneco      | Oto-Mangue-Sprachen     | Mexiko                                    | † |
| Mam             | Maya-Sprachen           | Guatemala                                 | |
| Cabécar         | Chibcha-Sprachen        | Costa Rica                                | |
| Viceyta         |                         |                                           | Während der Kolonialzeit übliche Bezeichnung sowohl für Cabécar als auch für Bribri, keine eigene Sprache.                       |
| Lean            | Jicaque-Sprachen        | Honduras                                  | [ 3 ] |
| Mulia           | Jicaque-Sprachen        | Honduras                                  | [ 3 ] |
| Térraba         | Chibcha-Sprachen        | Panama                                    | |
| Chaima          | Karibische Sprachen     | Venezuela                                 | |
| Cumanagoto      | Karibische Sprachen     | Venezuela                                 | |
| Core            |                         |                                           | |
| Paria           |                         |                                           | |
| Tahitianisch    | Austronesische Sprachen | Französisch-Polynesien                    | |
| Rapanui         | Austronesische Sprachen | Osterinsel                                | |

Viele dieser Ethnien und Kulturen haben nicht bis in die Gegenwart überlebt. 
Die Listen stellen den frühesten Versuch dar, die betreffenden Sprachen mit dem lateinischen Alphabet zu verschriftlichen und dienten dazu, die Kommunikation der Spanier mit der indigenen Bevölkerung zu erleichtern. Ursprünglich wurden sie von Missionaren und Dolmetschern angelegt. Neun der Dokumente entstanden auf Wunsch der russischen Kaiserin Katharina II. und spiegeln die enzyklopädischen Interessen des späten 18. Jahrhunderts. Zwei Dokumente waren den Entdeckungsberichten der Osterinsel und Tahitis beigefügt.